# Emilio Mitre (subte de Buenos Aires)
Emilio Mitre es una estación de la línea E de la red de subterráneos de la Ciudad de Buenos Aires. Se encuentra ubicada debajo del Parque Chacabuco y la intersección entre la Avenida Eva Perón y la calle Emilio Mitre, en el barrio de Parque Chacabuco.
Fue inaugurada el 7 de octubre de 1985, convirtiéndose por unos pocos días en terminal de la línea hasta la extensión a las estaciones Medalla Milagrosa y Varela.
Posee una tipología subterránea con 2 andenes laterales y dos vías. Un vestíbulo superior con 2 accesos y escaleras mecánicas.

## Decoración
En 2015 la estación se intervino con cinco obras de la artista Patricia Di Loreto, tituladas: Fiestas, elefantes y vestidos de seda, Zafiros, amatistas y esmeraldas en el oscuro erotismo de la vida, La nueva aurora, Los mirones y Pescaditos de oro.

## Hitos urbanos
Se encuentran en las cercanías de esta:
- Autopista 25 de Mayo
- Facultad de Filosofía y Letras de la Universidad de Buenos Aires.
- Parque Chacabuco
  - La Calesita de Tatín del Pque. Chacabuco
- Parroquia Santa Isabel de Hungría
- Plaza Dr. Felix Liceaga
- Escuela de Recuperación N.º 8 Luis Vernet
- Jardín de Infantes El Tranvía de Caballito
- Escuela Primaria Común N° 1 Chacabuco
- Biblioteca Estanislao del Campo
- Biblioteca Popular Dr. Tristán J. González
- Biblioteca Popular Federico Lacroze
- Centro Cultural Adán Buenos Ayres
- Taller Polvorín
- Tranvía Histórico de Buenos Aires

## Imágenes

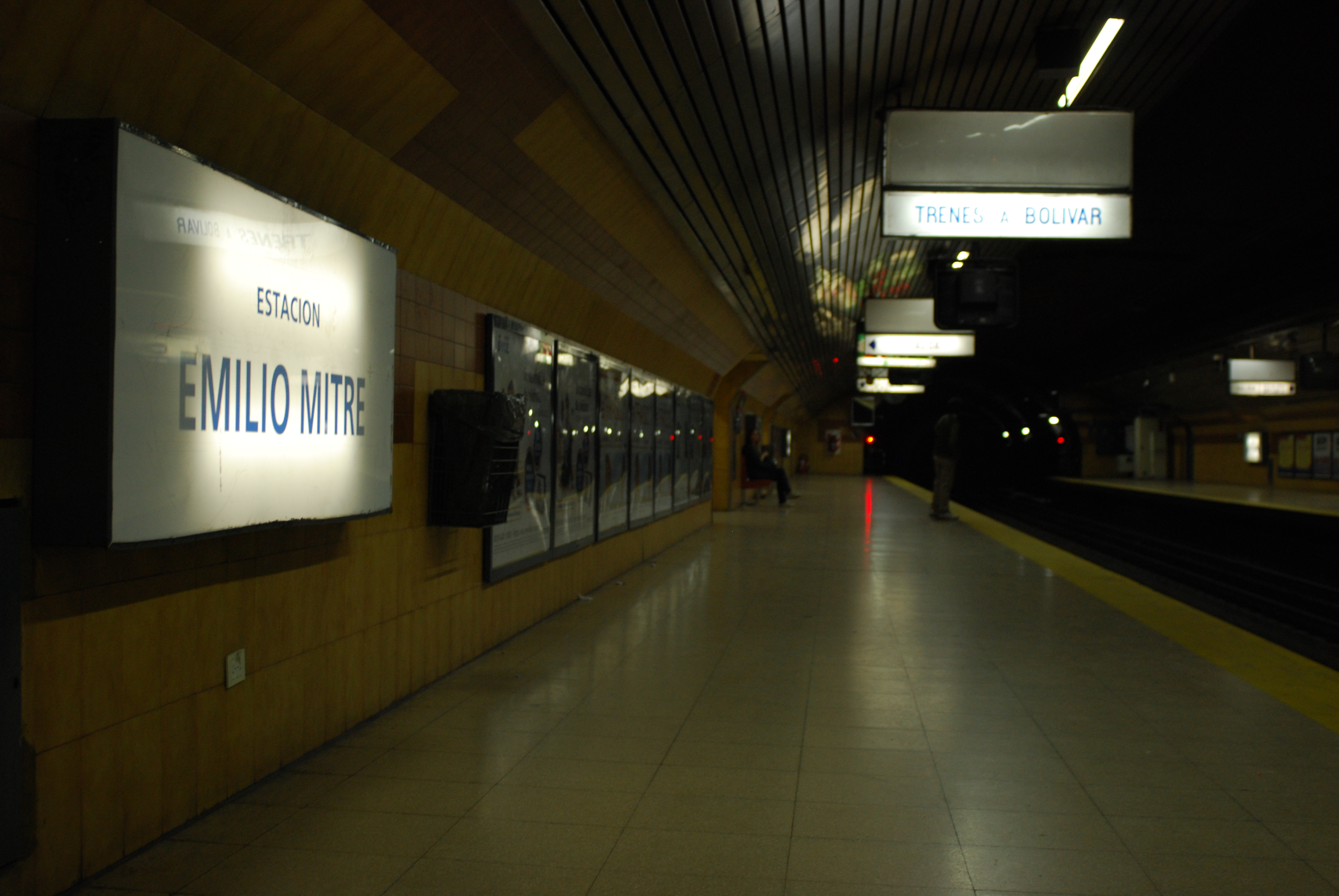
Andén de la estación
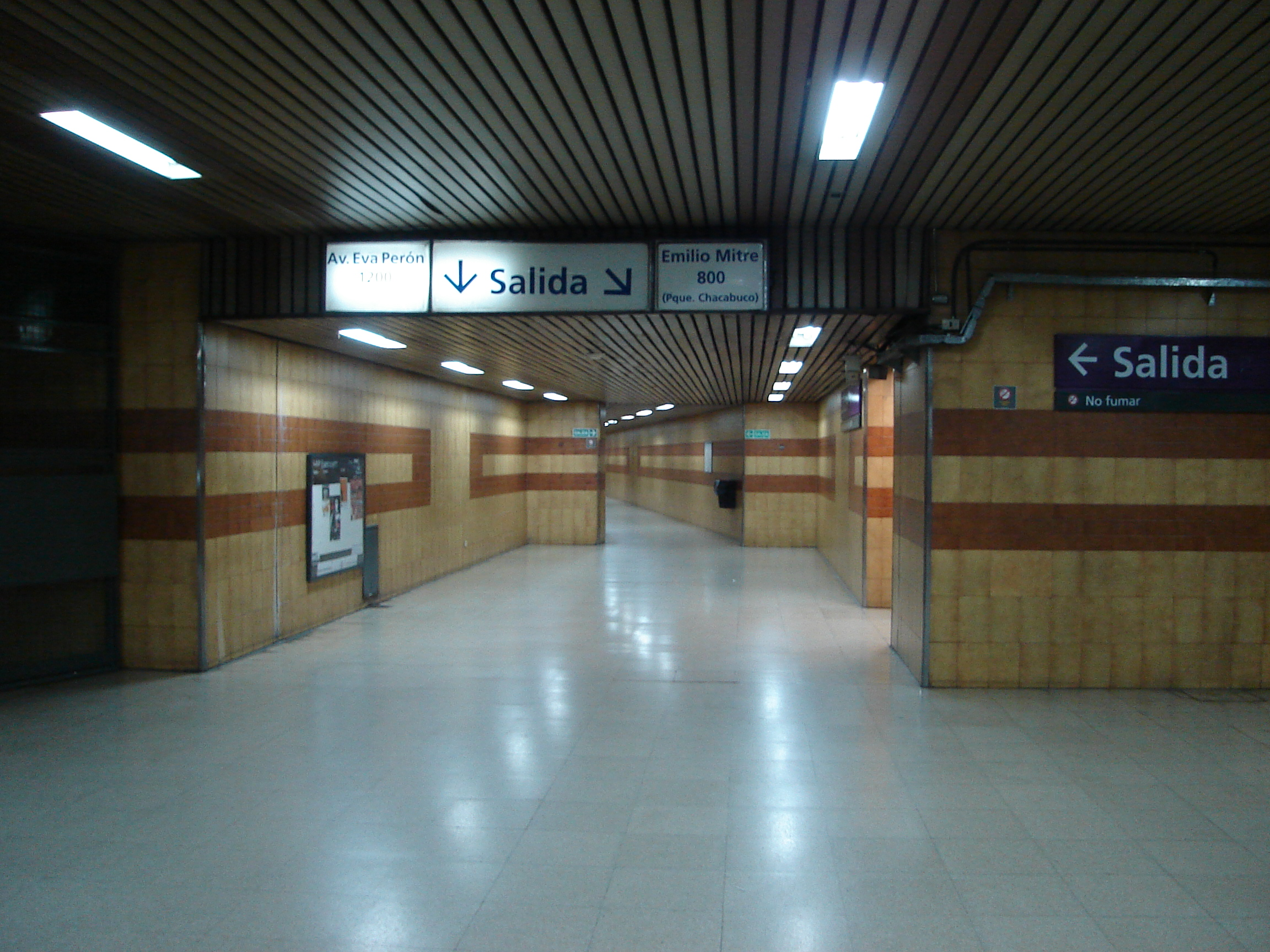
Acceso principal.
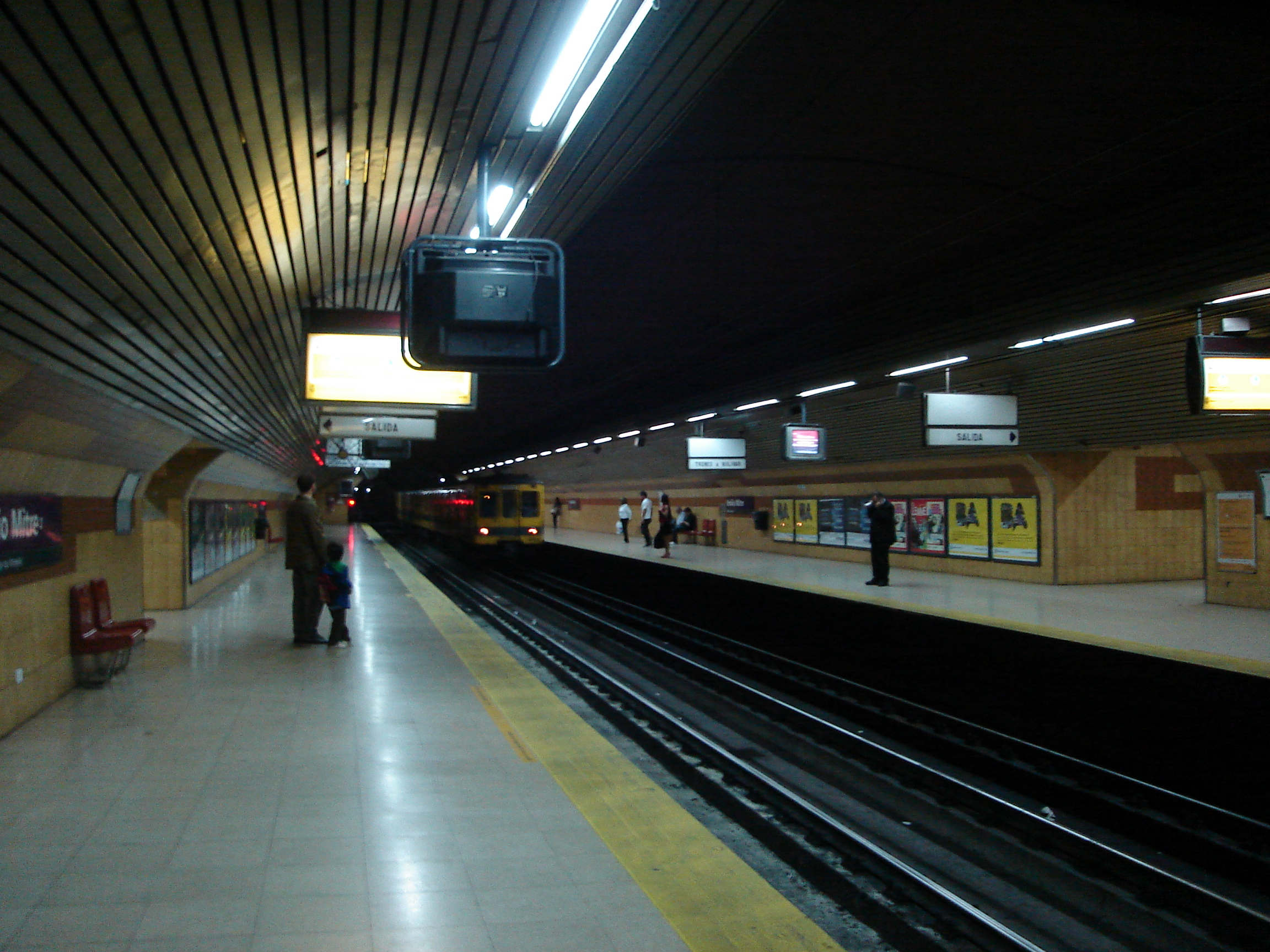
Andén.
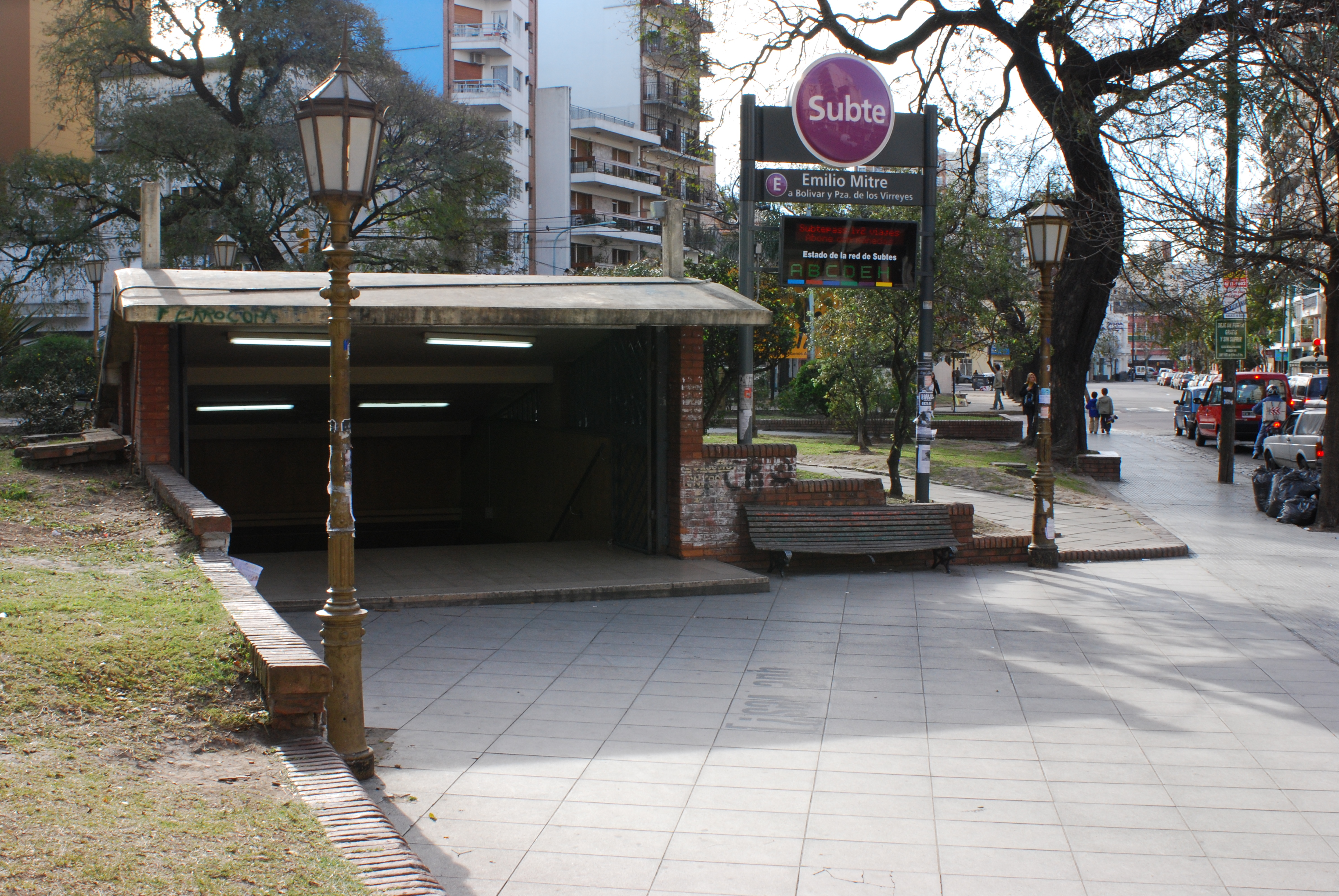
Acceso desde el parque
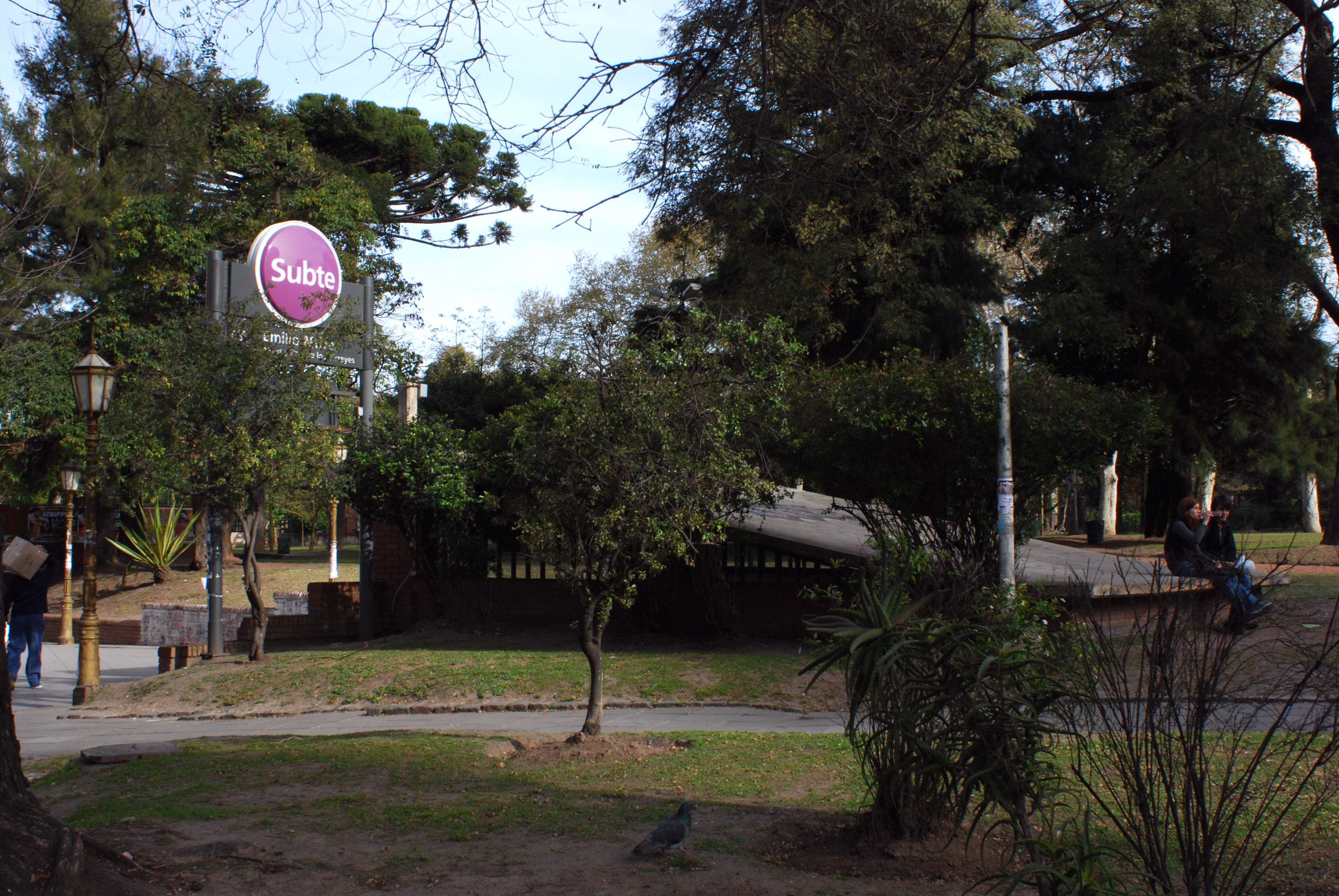
Acceso desde el parque
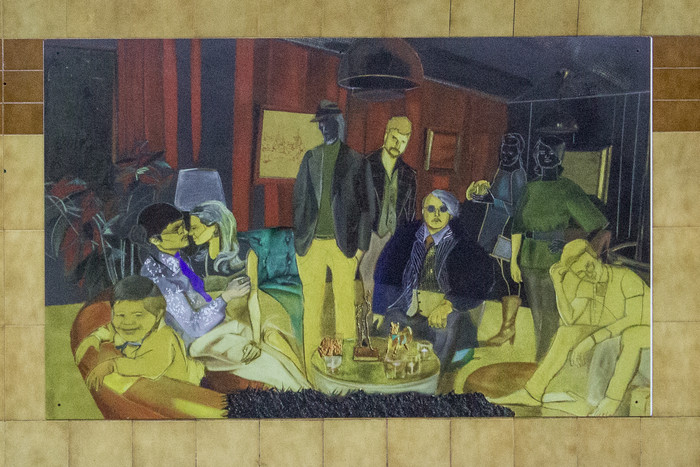